# Händelser i Ydre
Händelser i Ydre är en svensk dokumentärfilm som hade premiär 27 april 2018. Filmen är regisserad av Alexander Rynéus, Malla Grapengiesser och Per Bifrost. Alexander och Malla svarade tillsammans med Per Eriksson för manus. Malla Grapengiesser har producerat filmen för Fosfor Produktion. 

## Handling
Filmen handlar om livet i den lilla östgötska orten Ydre, och mycket kretsar kring utmaningarna och möjligheterna att bo och leva i en avfolkningsbygd.